# I Knew You Were Trouble
Singles de Taylor Swift
Begin Again
(2012) 22
(2013)
I Knew You Were Trouble est une chanson de l'artiste américaine Taylor Swift issue de son quatrième album studio Red. Le titre est rendu disponible au téléchargement dès le 9 octobre 2012 et devient rapidement no  1 des ventes sur ITunes. Il paraît sous le label Big Machine Records.

## Sortie et genèse
Taylor a révélé la chanson pour la première fois le 8 octobre 2012 dans l'émission Good Morning America, avant même la sortie officielle du titre sur la plateforme ITunes quelques heures plus tard, le 9 octobre 2012.

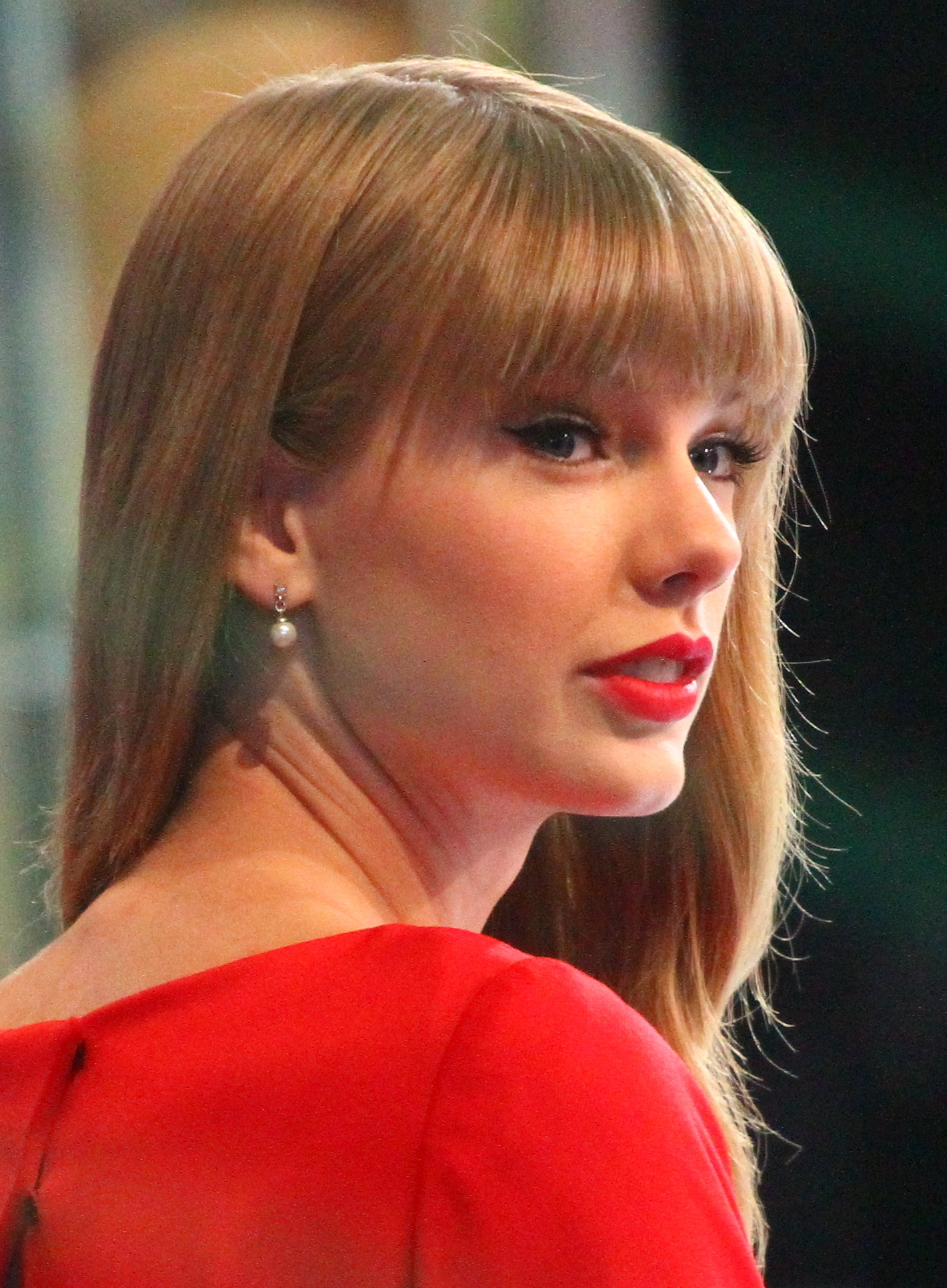
Taylor Swift lors de son apparition pour l'émission Good Morning America, le 8 octobre 2012

À cette occasion, Taylor déclara :« La chanson que nous sortons cette nuit est une de mes chansons préférées sur l'album parce qu'elle sonne aussi chaotique que l'était mon sentiment quand je l'ai composée. C'est une chanson au sujet de la frustration que l'on ressent envers soi-même car on a eu le cœur brisé, et lorsque l'on a vu pour la première fois cette personne on voyait tous les voyants rouges s'allumer, mais on a tout de même foncé. Donc, honte à moi. »,
Taylor expliquera plus tard dans l'année, lors d'une interview pour MTV, que cette chanson racontait l'histoire d'une fille sage qui tomba dans le bras d'un mauvais gars et la relation empoisonnée qui suivit cette rencontre. Des rumeurs ont d'abord déclaré que Taylor Swift faisait allusion dans I Knew You Were Trouble à son ex-compagnon John Mayer, à qui elle aurait déjà dédicacé la chanson Dear John dans l'album Speak Now (2010). Ces bruits n'ont cependant jamais pu être vérifiés. D'autres rumeurs affirment que Taylor Swift parlerait en réalité de Harry Styles, avec qui elle entretint une brève relation amoureuse. Ces rumeurs semblent fausses car la sortie de la chanson a eu lieu alors que les deux jeunes gens étaient encore ensemble.

## Clip vidéo
Le clip de I Knew You Were Trouble est sorti le 13 décembre 2012, jour de l'anniversaire de Taylor. Elle a d'ailleurs posté sur son compte twitter : « Aujourd'hui je fête mon 23e anniversaire et je vais sortir mon 23e clip. C'est rigolo. ». Dans ce clip, on peut apercevoir Taylor se réveillant seule dans une grande étendue après une fête. Lors de la fête, Taylor aperçoit le garçon, joué par Reeve Carney, qui embrasse d'autres filles. Elle a alors des « flash-back » de sa relation avec le garçon. Le clip commence par un texte qui ne fait pas partie de la chanson.

## Classement hebdomadaire
| Classement (2012-2013)                  | Meilleure position |
| --------------------------------------- | ------------------ |
| Australie (ARIA)                        | 3                  |
| Autriche (Ö3 Austria Top 40)            | 6                  |
| Belgique (Flandre Ultratop 50 Singles)  | 10                 |
| Belgique (Wallonie Ultratop 50 Singles) | 32                 |
| Canada (Hot 100)                        | 2                  |
| Tchéquie (IFPI Rádio)                   | 1                  |
| Danemark (Tracklisten)                  | 3                  |
| France (SNEP)                           | 14                 |
| Allemagne (Media Control AG)            | 9                  |
| Hongrie (Rádiós Top 40)                 | 13                 |
| Irlande (IRMA)                          | 4                  |
| Israël (Media Forest)                   | 2                  |
| Liban (Lebanese Top 20)                 | 3                  |
| Pays-Bas (Nederlandse Top 40)           | 19                 |
| Nouvelle-Zélande (RMNZ)                 | 3                  |
| Écosse (OCC)                            | 2                  |
| Slovaquie (IFPI Rádio)                  | 17                 |
| Espagne (PROMUSICAE)                    | 17                 |
| Suède (Sverigetopplistan)               | 37                 |
| Suisse (Schweizer Hitparade)            | 8                  |
| Royaume-Uni (UK Singles Chart)          | 2                  |
| États-Unis (Hot 100)                    | 2                  |
| États-Unis (Adult Contemporary)         | 5                  |
| États-Unis (Adult Pop Songs)            | 1                  |
| États-Unis (Pop Airplay)                | 1                  |

### Certifications
| Pays                     | Certifications | Ventes    |
| ------------------------ | -------------- | --------- |
| Allemagne                | Or             | 150 000   |
| Australie (ARIA)         | 5 × Platine    | 350 000   |
| Autriche (IFPI)          | Or             | 15 000    |
| Belgique (BEA)           | Or             | 15 000    |
| Canada (CRIA)            | 5 × Platine    | 500 000   |
| États-Unis (RIAA)        | 4 × Platine    | 4 000 000 |
| Nouvelle-Zélande (RIANZ) | 2 × Platine    | 30 000    |
| Royaume-Uni (BPI)        | Platine        | 600 000   |
| Suisse (IFPI)            | Platine        | 30 000    |